# Desultor

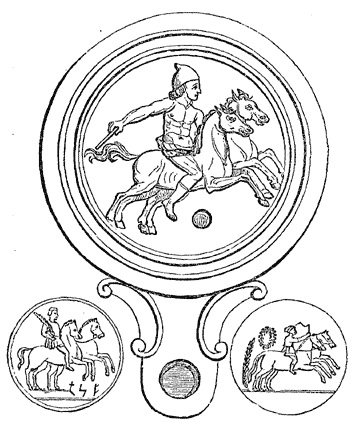
Tre figure di desultores, quella in altro da una lampada di bronzo, pubblicata da Bartoli (Antiche Lucerne Sepolcrali, i.24), e le altre due da monete. In tutte e tre il cavaliere indossa il pileo, e il cavallo è senza sella. Questi esempi suggeriscono che usasse sia il frustino che le redini. Nelle monete sono anche visibili la corona e la palma, entrambi simboli di vittoria.

Nell'antichità il termine latino di "desultor" (colui che salta giù) e quello greco di "apobates" ("colui che scende") erano usati per indicare persone abili nel saltare da un cavallo o da un carro all'altro.
Già nei testi omerici troviamo la descrizione di un uomo, che mantiene quattro cavalli al galoppo, e salta da uno all'altro, in mezzo a una folla di spettatori ammirati. Eustazio di Tessalonica, nel suo commentario all'Iliade, Libro IV, afferma che i cavalieri potevano arrivare a cavalcare fino a sei cavalli tutti in movimento contemporaneamente.
Anche nei giochi romani nel circo, questa disciplina era molto popolare. Il desultor romano generalmente cavalcava solo due cavalli alla volta, senza sella e volteggiava tra entrambi. Il desultor indossava il pileo. 
L'apprezzamento per questi esercizi arrivò a tal punto, che giovani di altissimo livello non solo hanno guidato nel circo la biga e la quadriga, ma si sono anche esibiti in queste prodezze di equitazione.
Presso altre nazioni, questo livello di destrezza equestre fu applicato a fini bellici. Tito Livio menziona una truppa di cavallo nell'esercito della Numidia, in cui ogni soldato era fornito con un paio di cavalli, e nel colmo della battaglia, anche se era dotato di armatura, saltava con la massima facilità e celerità da un cavallo che era stanco o infortunato, sul dorso del cavallo che era ancora fresco.